# Gracco (praefectus urbi 415)
Gracco (latino: Gracchus; floruit 397 – 415) fu un politico romano.
Ricoprì l'incarico di consularis Campaniae (governatore della Campania) nel 397. Nel 415 fu praefectus urbi di Roma.
Forse identificabile con Arrio Mecio Gracco, fu probabilmente un discendente di Gracco praefectus urbi nel 376–7 e di Furio Mecio Gracco.